# BYD Seal 06 EV

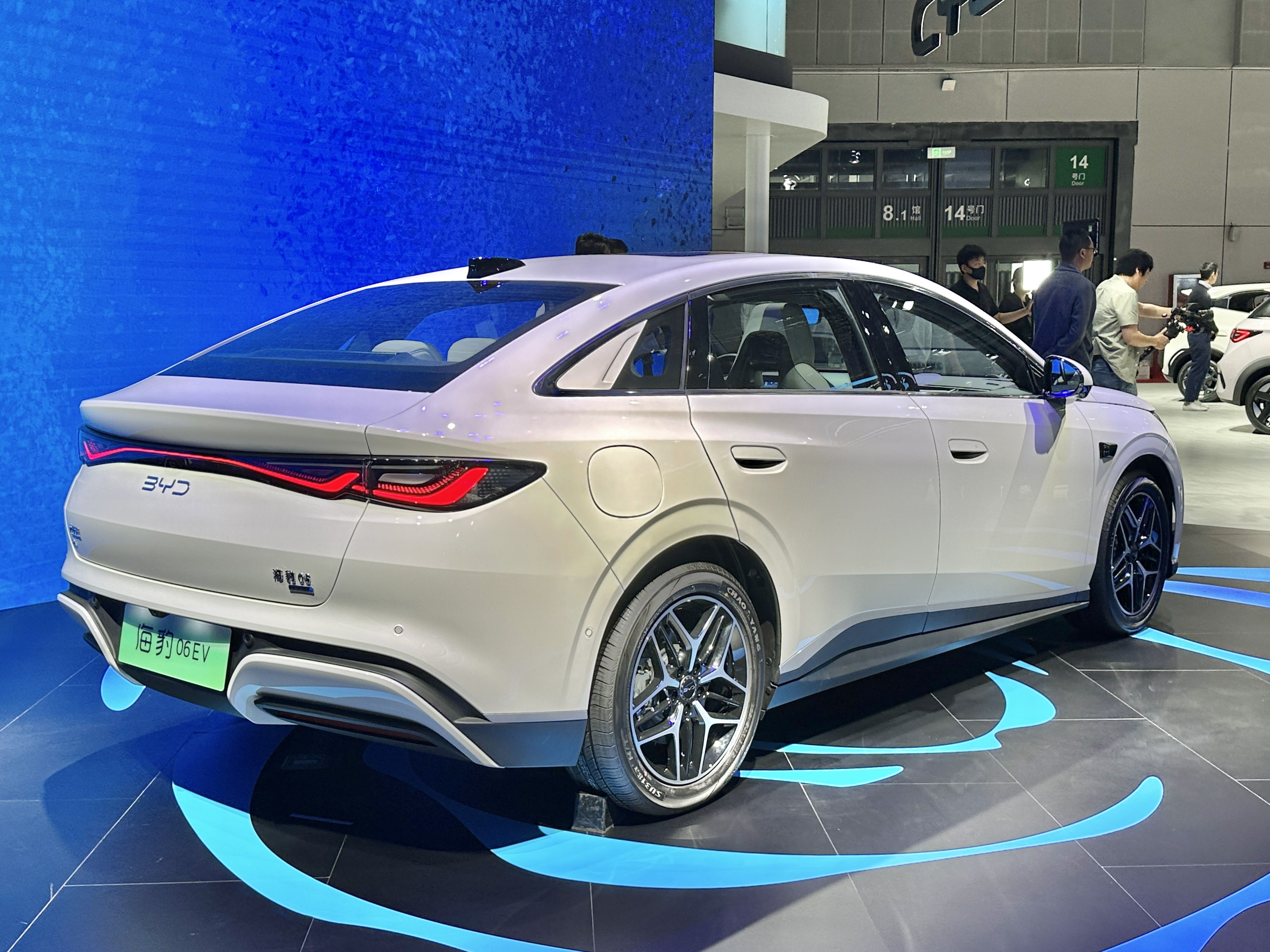
Вид сзади

BYD Seal 06 EV (кит. трад. 比亚迪海豹06EV, пиньинь Bǐyǎdí Hǎibào 06 EV) — среднеразмерный электромобиль-седан, выпускающийся с 2025 года китайской компанией BYD Auto.

## Описание
BYD Seal 06 EV дебютировал в апреле 2025 года на Шанхайском автосалоне. По сути, это родственная модель серии Dynasty BYD Qin L EV.
BYD Seal 06 EV является частью семейства Seal в модельном ряду автомобилей серии Ocean.

## Технические характеристики
BYD Seal 06 EV базируется на платформе e-Platform 3.0 Evo. Автомобиль оснащается электродвигателями мощностью 110—160 кВт (148—215 л. с.) и литий-железо-фосфатными аккумуляторами BYD Blade ёмкостью 46—56 кВт⋅ч. Запас хода по циклу CLTC составляет 470—545 км.